# Perry L. Wiggins

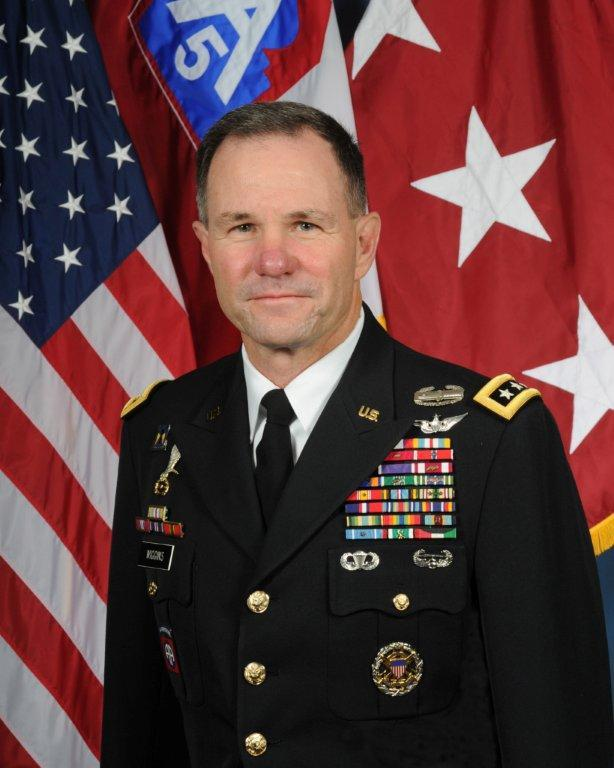
Perry L. Wiggins (2013)

Perry Louis Wiggins (* 1. September 1961) ist ein pensionierter Generalleutnant der United States Army. Er war unter anderem Kommandeur der 5. Armee. 
Über das ROTC-Programm der Mercer University gelangte Perry Wiggins 1983 als Leutnant in das Offizierskorps des US-Heeres. Hier durchlief er alle Offiziersränge bis zum Drei-Sterne-General.
Im Lauf seiner militärischen Karriere absolvierte Wiggins verschiedene Kurse und Schulungen. Dazu gehörten unter anderem der Infantry Officer Basic Course, der Aviation Officer Advanced Course, das Command and General Staff College und das United States Army War College.
Wiggins war bei verschiedenen Einheiten und Standorten in den Vereinigten Staaten, Europa, Lateinamerika und dem Nahen Osten stationiert. Während des Zweiten Golfkriegs war er als Kommandeur einer Kompanie eingesetzt. Mitte der 1990er Jahre nahm er an der Operation Joint Endeavor in Bosnien teil. Während des Irakkriegs kommandierte er eine Brigade der 82. Luftlandedivision.
In der Folge war er Stabsoffizier bei den Joint Chiefs of Staff in Washington, D.C. Danach wurde er nach Fort Riley zur 1. Infanteriedivision versetzt, wo er zwischen Juli 2008 und April 2009 als kommissarischer Kommandeur eingesetzt war. Danach war er bis Oktober 2011 stellvertretender Kommandeur der 5. Armee, die auch unter dem Namen United States Army North bekannt ist.
Anschließend wurde er zur 1. Armee versetzt. Diese Armee ist in einen östlichen und einen westlichen Teil unterteilt (First Army Division West und First Army Division East). Wiggins erhielt das Kommando über den in Fort Hood ansässigen westlichen Teil der Armee. Im Jahr 2013 kehrte er zur 5. Armee zurück, wo er als Nachfolger von William B. Caldwell IV neuer Kommandeur dieser Armee wurde. Nachdem er im Jahr 2016 sein Kommando an Jeffrey S. Buchanan übergeben hatte, ging er am 30. September in den Ruhestand.

## Orden und Auszeichnungen
Perry Wiggins erhielt im Lauf seiner militärischen Laufbahn unter anderem folgende Auszeichnungen:
- Defense Superior Service Medal
- Army Distinguished Service Medal
- Legion of Merit
- Bronze Star Medal
- Purple Heart
- Meritorious Service Medal
- Air Medal
- Army Commendation Medal
- Army Achievement Medal